# Psaliodes nexilinea
Psaliodes nexilinea là một loài bướm đêm trong họ Geometridae.